# تكملة فتح الملهم بشرح صحيح الإمام مسلم
تكملة فتح الملهم بشرح صحيح الإمام مسلم هو شرح عربي على صحيح مسلم في ستة مجلدات، من تأليف تقي العثماني. وهو بمثابة ملحق لكتاب فتح الملهم بشرح صحيح الإمام مسلم، وهو العمل الذي كتبه في البداية شبير أحمد عثماني، الذي أكمل ثلاثة مجلدات قبل وفاته. بدأ تقي عثماني كتابة هذا العمل العلمي في عام 1976، مستلهمًا من والده، شفيع عثماني، لمواصلة وإكمال المسعى غير المكتمل. وبعد رحلة استمرت 18 عامًا، تمكن من الانتهاء من تأليف الكتاب في عام 1994، وحظي باعتراف واسع النطاق بجودته. ويغطي التعليق موضوعات أساسية، بما في ذلك الفقه، والعدالة، والسياسة، والاقتصاد، والسياسة الاجتماعية، والأخلاق، والفضائل، وغيرها من جوانب التعاليم الإسلامية. اشتهر عمل تقي عثماني بشكل خاص بتحليلاته، وإدراجه للغات متنوعة، وإدراج السير الذاتية، ومنهجيات الفقه، والأحكام الفقهية ذات الصلة، مما يجعله مرجعًا للطلاب والعلماء على حد سواء.

## الاستقبال
ووصفته زينيدة بنت محمد المرزوقي، عالمة من الجامعة الإسلامية العالمية بماليزيا، بأنه فريد من نوعه في عالم التفاسير. وأشاد عبد الله خان، وهو باحث من جامعة هزارة [الإنجليزية]، بهذا العمل ووصفه بأنه عمل عظيم. قال يوسف القرضاوي : "لقد اطلعت على شروح كثيرة لصحيح مسلم ، جديدة وقديمة. وقد جمع فيه تقي العثماني أشياء كثيرة نادرة وثمينة. عمله موسوعة". وذكر مفتي تونس أن "هذه التكملة، من بين شروح صحيح مسلم الأخرى، تتميز بأنها تكسر الحدود".

## الإرث
في عام 2017، قدم زيل هوما مساهمة أكاديمية من خلال إكمال أطروحته للدكتوراه بعنوان "تكملة فتح الملهم - منهج كا تهليليلي جايزا" باللغة الأردية في جامعة البنجاب. بعد بحثه، أحدث نصار أحمد أيضًا تأثيرًا من خلال أطروحة الدكتوراه الخاصة به بعنوان محمد تقي عثماني كي تادفين تكميلا فتح ملحم كا منهج وسلوك (تحقيقي وتجزياتي موتاليا) باللغة الأردية في جامعة سارجودا [الإنجليزية] في عام 2019.

## روابط خارجية
- تكملة فتح الملهم بشرح صحيح الإمام مسلم في أرشيف الإنترنت